# East L.A. Civic Center
East L.A. Civic Center – nadziemna stacja złotej linii metra w Los Angeles w mieście East Los Angeles. Stacja została oddana do eksploatacji w roku 2009 na nowym odcinku złotej linii znanym jako Gold Line Eastside Extension.

## Godziny kursowania
Tramwaje złotej linii kursują codziennie w godzinach od 5.00 do 0.15.

## Opis stacji
Stacja składa się z jednej platformy zbudowanej wzdłuż jezdni East 3rd Street pomiędzy ulicami Mednik Avenue i South Fetterly Avenue. W pobliżu stacji znajduje się East Los Angeles Civic Center: kompleks w skład którego wchodzą budynki biurowe Hrabstwa Los Angeles, biblioteka publiczna, centrum zdrowia, szkoła, a także Park Belvedere z jeziorem. Stacja położona jest w środkowej części East L.A. Stację zdobi instalacja artystyczna Clamenta Hanami "Through the Looking Glass or Traveling at the Speed of Light (Rail)".

## Połączenia autobusowe
- Metro Local: 258
- Montebello Transit: 40
- El Sol: City Terrace/ELAC, Union Pacific/Salazar Park, Whittier Blvd./Saybrook Park